# Franz Bartl
Franz Bartl (Viena, 7 de janeiro de 1915 - 12 de julho de 1941) foi um handebolista de campo austríaco, medalhista olímpico.
Fez parte do elenco vice-campeão olímpico de handebol de campo nas Olimpíadas de Berlim de 1936, atuando em três partidas.